# Aeroporto General Sapilinha Sambalanga
O Aeroporto General Sapilinha Sambalanga, também conhecido como Aeroporto Internacional de Luau, é um aeroporto situado em Luau, em Angola.
Anteriormente era uma estrutura precária localizada no centro da cidade, construído em 1952, sob o nome de Aeródromo de Recurso de Vila Teixeira de Sousa, servindo como base da Força Aérea Portuguesa. Foi transferido para as margens da rodovia EN-240, a 7 km do centro da cidade de Luau, sendo reinaugurado em 2015.
A nova estrutura possui uma pista de 2600 metros de comprimento e 45 de largura e terminal para 70 passageiros em hora de embarque e desembarque, totalizando na hora de pico 140 passageiros.
Recebeu o nome do destacado militar e diplomata angolano general Rafael Sapilinha Sambalanga.
O aeroporto serve ao Luau e a cidade vizinha quinxassa-congolesa de Dilolo.